# Steve House
Steve House (La Grande, 4 agosto 1970) è un alpinista statunitense.

## Biografia
Laureato in scienze dell'ecologia presso l'Evergreen State College nel 1995, è diventato guida riconosciuta dall'Union Internationale des Associations de Guides de Montagnes nel 1999, ed è la settima guida americana ad entrare a far parte dell'American Mountain Guides Association (AMGA). Negli anni successivi House ha lavorato per la Exum Mountains Guides, l'American Alpine Institute, e la North Cascades Mountain Guides. Dal 1997 è testimonial dell'azienda Patagonia, specializzata in abbigliamento tecnico per l'outdoor, azienda presso la quale egli collabora nella promozione, design, sviluppo e test dei prodotti.
Steve House è considerato uno dei principali sostenitori dello stile alpino, che consiste nell'effettuare ascensioni con un ridotto quantitativo di materiale e senza portatori, prediligendo la velocità d'azione garantita solo da un meticoloso allenamento e da notevoli capacità tecniche. La sua applicazione piena comporta il rispetto per l'ambiente affrontato durante la scalata, la quale avviene senza l'ausilio di corde fisse e bombole d'ossigeno, attrezzature che costituiscono una notevole fonte di inquinamento per gli ambienti d'alta quota. A questo proposito egli ha fortemente criticato il team russo vincitore del Piolet d'Or 2004 per l'ascensione del versante settentrionale dello Jannu, in quanto la spedizione, portata avanti per alcuni mesi, ha abbandonato lungo la via di salita 77 corde fisse. Egli stesso nel 2006 ha ricevuto la quattordicesima Piolet D'Or per l'ascensione in coppia con Vince Anderson della parete Rupal del Nanga Parbat.

## Principali ascensioni
- 2003, The Talkeetna Standard, Eye Tooth, Alaska Range, Alaska, USA; prima ascensione con V 5.9 WI5 1000 m con Jeff Hollenbaugh[2]
- 2003, Roberts-Rowell-Ward Route, Mt. Dickey, Alaska Range, Alaska, USA; seconda ascensione VI 5.9 A2 1675 m con Jeff Hollenbaugh[2]
- 2004, Versante SW, K7, Charakusa Valley, Karakorum, Pakistan (seconda ascensione della vetta, prima assoluta della via) (VI 5.10a M6 A2 80 gradi, 2400 m), solitaria.[3]
- 2005, Pilastro Centrale della parete Rupal, (4100 m, M5 X, 5.9, WI4), 1 -8 settembre, Nanga Parbat, nel Pakistan settentrionale, con Vince Anderson. Completata in poco più di una settimana (un tempo molto breve per un'ascensione di questo tipo), ha valso alla coppia House-Anderson la Piolet d'Or. L'intervista a Steve House è stata pubblicata sul sito Alpinist Magazine-Issue 16 Archiviato il 13 marzo 2007 in Internet Archive.; egli descrive l'ascensione come il culmine di "un viaggio fisico e mentale durato anni."
- 2007, Versante W, K7(6858 m), Charakusa Valley, Karakorum, Pakistan, prima ascensione assoluta della vetta con Vince Anderson e Marko Prezelj.[4]
- 2008, House-Anderson (WI5+ M8 R/X, 1000 m), Versante Nord, Mount Alberta (3619 m), Canadian Rockies, Alberta, Canada. Prima ascensione della via con Vince Anderson, 26-28 marzo.[5]

## Riconoscimenti
- Piolet d'Or 2006 insieme all'americano Vince Anderson per la nuova via sul pilastro centrale del Nanga Parbat[6]